# S/2001 (26308) 1
S/2001 (26308) 1 é um satélite natural do corpo celeste denominado de (26308) 1998 SM165. Ele foi descoberto no ano de 2001, e é um objeto transnetuniano que tem cerca de 96±12 km de diâmetro e orbita o corpo primário a uma distância de 11 310 ± 110 km, levando 130,1 ± 1 dias para completar uma órbita em torno de (26308) 1998 SM165.